# Hartford Whalers
Hartford Whalers foi uma equipe profissional de hóquei no gelo, baseada durante a maior parte de sua existência em Hartford, Connecticut, Estados Unidos. O clube jogou na World Hockey Association (WHA) de 1972 até 1979, e na National Hockey League (NHL) de 1979 a 1997. Originalmente baseada em Boston, Massachusetts, a equipe se juntou à WHA na temporada inaugural da liga e era conhecida como New England Whalers durante todo o tempo na WHA. Os Whalers se mudaram para Hartford em 1974 e se juntaram à NHL na fusão NHL-WHA de 1979.
Em 1997, a franquia dos Whalers mudou-se para a Carolina do Norte, onde tornou-se o Carolina Hurricanes. A equipe jogou em Greensboro, até 1999, quando se mudou para sua atual residência, a PNC Arena, em Raleigh.